# 长距柳穿鱼
长距柳穿鱼（学名：[Linaria longicalcarata] 错误：{{Lang}}：文本有斜体标记（帮助））为玄参科柳穿鱼属下的一个种。

## 扩展阅读
維基物種上的相關：长距柳穿鱼